# Coramba
Coramba är en ort i Australien. Den ligger i kommunen Coffs Harbour och delstaten New South Wales, i den sydöstra delen av landet, omkring 440 kilometer nordost om delstatshuvudstaden Sydney. Antalet invånare är 297.
Närmaste större samhälle är Coffs Harbour, omkring 13 kilometer sydost om Coramba. 
I omgivningarna runt Coramba växer i huvudsak städsegrön lövskog. Runt Coramba är det ganska tätbefolkat, med 67 invånare per kvadratkilometer. Genomsnittlig årsnederbörd är 1 716 millimeter. Den regnigaste månaden är januari, med i genomsnitt 287 mm nederbörd, och den torraste är oktober, med 24 mm nederbörd.